# Генерал-майор
Генерал-майор (във флота: контраадмирал) е генералско военно звание.
В Българската армия званието се присвоява с указ на Президента на Република България. Офицер с такова звание е по-висшестоящ от бригаден генерал и по-нисшестоящ от генерал-лейтенант. Пагонът на генерал-майора е с две големи генералски звезди с по четири лъча. Съответства на званието major general в останалите армии по света. Еквивалентното звание във ВМС е контраадмирал.
С изменението на Закона за отбраната и въоръжените сили на Република България през 2000 г. са въведени нови звания. Дотогавашното звание генерал-майор, (с една генералска звезда) се преименува на бригаден генерал. Новото звание генерал-майор е с две звезди и е равностойно на генерал-лейтенант отпреди промяната.
Аналогично за флота – дотогавашното звание контраадмирал (с една генералски звезда) се преименува на бригаден адмирал / комодор / флотилен адмирал, а новото звание контраадмирал е с две звезди и е равностойно на вицеадмирал отпреди промяната.
В повечето страни от Източна Европа, в които няма звание бригаден генерал, това звание е най-ниското от генералските звания.
Пределната възраст за кадрова военна служба на офицерите със звание генерал-майор е 58 г.
По времето на третото българско царство званието генерал-майор е първото генералско звание, като офицер с такова звание е по-висшестоящ от полковник и по-нисшестоящ от генерал-лейтенант.
| Военни звания            |               |                           |
| младши: Бригаден генерал | Генерал-майор | старши: Генерал-лейтенант |